# «O» большое и «o» малое
«O» большое и «o» малое ({\displaystyle O} и {\displaystyle o}) — математические обозначения для сравнения асимптотического поведения (асимптотики) функций. Используются в различных разделах математики, но активнее всего — в математическом анализе, теории чисел и комбинаторике, а также в информатике и теории алгоритмов. Под асимптотикой понимается характер изменения функции при стремлении её аргумента к определённой точке.
{\displaystyle o(f)}, «о малое от {\displaystyle f}» обозначает «бесконечно малое относительно {\displaystyle f}», пренебрежимо малую величину при рассмотрении {\displaystyle f}. Смысл термина «О большое» зависит от его области применения, но всегда {\displaystyle O(f)} растёт не быстрее, чем {\displaystyle f} (точные определения приведены ниже).
В частности:
- фраза «сложность алгоритма есть {\displaystyle O(f(n))}» означает, что с увеличением параметра {\displaystyle n}, характеризующего количество входной информации алгоритма, время работы алгоритма будет возрастать не быстрее, чем {\displaystyle f(n)}, умноженная на некоторую константу;
- фраза «функция {\displaystyle f(x)} является „о“ малым от функции {\displaystyle g(x)} в окрестности точки {\displaystyle p}» означает, что с приближением {\displaystyle x} к {\displaystyle p} {\displaystyle f(x)} уменьшается быстрее, чем {\displaystyle g(x)} (отношение {\displaystyle \left|f(x)\right|/\left|g(x)\right|} стремится к нулю).

## Определения
Пусть {\displaystyle f(x)} и {\displaystyle g(x)} — две функции, определённые в некоторой проколотой окрестности точки {\displaystyle x_{0}}, причём в этой окрестности {\displaystyle g} не обращается в ноль.
Говорят, что:
- {\displaystyle f} является «O» большим от {\displaystyle g} при {\displaystyle x\to x_{0}}, если существует такая константа {\displaystyle C>0}, что для всех {\displaystyle x} из некоторой окрестности точки {\displaystyle x_{0}} имеет место неравенство
{\displaystyle |f(x)|\leqslant C|g(x)|};
- {\displaystyle f} является «o» малым от {\displaystyle g} при {\displaystyle x\to x_{0}}, если для любого {\displaystyle \varepsilon >0} найдется такая проколотая окрестность {\displaystyle U_{x_{0}}'} точки {\displaystyle x_{0}}, что для всех {\displaystyle x\in U_{x_{0}}'} имеет место неравенство
{\displaystyle |f(x)|<\varepsilon |g(x)|.}

Иначе говоря, в первом случае отношение {\displaystyle {\frac {|f|}{|g|}}\leqslant C} в окрестности точки {\displaystyle x_{0}} (то есть ограничено сверху), а во втором оно стремится к нулю при {\displaystyle x\to x_{0}}.

## Обозначение
Обычно выражение «{\displaystyle f} является {\displaystyle O} большим ({\displaystyle o} малым) от {\displaystyle g}» записывается с помощью равенства {\displaystyle f(x)=O(g(x))} (соответственно, {\displaystyle f(x)=o(g(x))}).
Это обозначение очень удобно, но требует некоторой осторожности при использовании (а потому в наиболее элементарных учебниках его могут избегать). Дело в том, что это не равенство в обычном смысле, а несимметричное отношение.
В частности, можно писать
{\displaystyle f(x)=O(g(x))} (или {\displaystyle f(x)=o(g(x))}),
но выражения
{\displaystyle O(g(x))=f(x)} (или {\displaystyle o(g(x))=f(x)})
бессмысленны.
Другой пример: при {\displaystyle x\rightarrow 0} верно, что
{\displaystyle O(x^{2})=o(x)}
но 
{\displaystyle o(x)\neq O(x^{2})}.
При любом x верно
{\displaystyle o(x)=O(x)},
то есть бесконечно малая величина является ограниченной, но 
{\displaystyle O(x)\neq o(x).}
Вместо знака равенства методологически правильнее было бы употреблять знаки принадлежности и включения, понимая {\displaystyle O({\,})} и {\displaystyle o({\,})} как обозначения для множеств функций, то есть используя запись в форме
{\displaystyle x^{3}+x^{2}\in O(x^{3})}
или
{\displaystyle \mathop {O} (x^{2})\subset o(x)}
вместо, соответственно,
{\displaystyle x^{3}+x^{2}=O(x^{3})}
и
{\displaystyle \mathop {O} (x^{2})=o(x)}
Однако на практике такая запись встречается крайне редко, в основном, в простейших случаях.
При использовании данных обозначений должно быть явно оговорено (или очевидно из контекста), о каких окрестностях (одно- или двусторонних; содержащих целые, вещественные, комплексные или другие числа) и о каких допустимых множествах функций идет речь (поскольку такие же обозначения употребляются и применительно к функциям многих переменных, к функциям комплексной переменной, к матрицам и др.).

## Другие подобные обозначения
Для функций {\displaystyle f(n)} и {\displaystyle g(n)} при {\displaystyle n\to n_{0}} используются следующие обозначения:
| Обозначение                           | Интуитивное объяснение                                                                                               | Определение                                                                                    |
| ------------------------------------- | --- | ---------------------------------------------------------------------------------------------- |
| {\displaystyle f(n)\in O(g(n))}       | {\displaystyle f} ограничена сверху функцией {\displaystyle g} (с точностью до постоянного множителя) асимптотически | {\displaystyle \exists (C>0),U:\forall (n\in U)\;\|f(n)\|\leq C\|g(n)\|}                       |
| {\displaystyle f(n)\in \Omega (g(n))} | {\displaystyle f} ограничена снизу функцией {\displaystyle g} (с точностью до постоянного множителя) асимптотически  | {\displaystyle \exists (C>0),U:\forall (n\in U)\;C\|g(n)\|\leq \|f(n)\|}                       |
| {\displaystyle f(n)\in \Theta (g(n))} | {\displaystyle f} ограничена снизу и сверху функцией {\displaystyle g} асимптотически                                | {\displaystyle \exists (C>0),(C'>0),U:\forall (n\in U)\;C\|g(n)\|\leq \|f(n)\|\leq C'\|g(n)\|} |
| {\displaystyle f(n)\in o(g(n))}       | {\displaystyle g} доминирует над {\displaystyle f} асимптотически                                                    | {\displaystyle \forall (C>0),\exists U:\forall (n\in U)\;\|f(n)\|<C\|g(n)\|}                   |
| {\displaystyle f(n)\in \omega (g(n))} | {\displaystyle f} доминирует над {\displaystyle g} асимптотически                                                    | {\displaystyle \forall (C>0),\exists U:\forall (n\in U)\;C\|g(n)\|<\|f(n)\|}                   |
| {\displaystyle f(n)~\sim ~g(n)}       | {\displaystyle f} эквивалентна {\displaystyle g} асимптотически                                                      | {\displaystyle \lim _{n\to n_{0}}{\frac {f(n)}{g(n)}}=1}                                       |

где {\displaystyle U} — проколотая окрестность точки {\displaystyle n_{0}}.

## Основные свойства

### Транзитивность
{\displaystyle {\begin{matrix}f(n)=\Theta (g(n))\land g(n)=\Theta (h(n))&\implies &f(n)=\Theta (h(n))\\f(n)=O(g(n))\land g(n)=O(h(n))&\implies &f(n)=O(h(n))\\f(n)=\Omega (g(n))\land g(n)=\Omega (h(n))&\implies &f(n)=\Omega (h(n))\\f(n)=o(g(n))\land g(n)=o(h(n))&\implies &f(n)=o(h(n))\\f(n)=\omega (g(n))\land g(n)=\omega (h(n))&\implies &f(n)=\omega (h(n))\end{matrix}}}

### Рефлексивность
{\displaystyle f(n)=\Theta (f(n))}; 
{\displaystyle f(n)=O(f(n))}; 
{\displaystyle f(n)=\Omega (f(n))}

### Симметричность
{\displaystyle f(n)=\Theta (g(n))\Leftrightarrow g(n)=\Theta (f(n))}

### Перестановочная симметрия
{\displaystyle {\begin{matrix}f(n)=O(g(n))&\Leftrightarrow &g(n)=\Omega (f(n))\\f(n)=o(g(n))&\Leftrightarrow &g(n)=\omega (f(n))\end{matrix}}}

### Другие
- {\displaystyle C\cdot o(f)=o(f)}

{\displaystyle C\cdot O(f)=O(f)}
- {\displaystyle o(C\cdot f)=o(f)}

{\displaystyle O(C\cdot f)=O(f)}
и, как следствия,
{\displaystyle o(-f)=o(f)}
{\displaystyle O(-f)=O(f)}
- {\displaystyle o(f)+o(f)=o(f)}

{\displaystyle o(f)+O(f)=O(f)+O(f)=O(f)}
- {\displaystyle O(f)\cdot O(g)=O(fg)}

{\displaystyle o(f)\cdot O(g)=o(f)\cdot o(g)=o(fg)}
- {\displaystyle O(O(f))=O(f)}

{\displaystyle o(o(f))=o(O(f))=O(o(f))=o(f)}

## Асимптотические обозначения в уравнениях
- Если в правой части уравнения находится только асимптотическое обозначение (например {\displaystyle n=O(n^{2})}), то знак равенства обозначает принадлежность множеству ({\displaystyle n\in O(n^{2})}).
- Если в уравнении асимптотические обозначения встречаются в другой ситуации, они рассматриваются как подставляемые взамен их некоторые функции. Например, при x → 0 формула {\displaystyle e^{x}-1=x+o(x)} обозначает, что {\displaystyle e^{x}-1=x+f(x)}, где {\displaystyle f(x)} — функция, о которой известно только то, что она принадлежит множеству {\displaystyle o(x)}. Предполагается, что таких функций в выражении столько, сколько раз встречаются в нём асимптотические обозначения. Например,   {\displaystyle \sum _{i=0}^{n}O(n_{i}^{2})}   — содержит только одну функцию из класса {\displaystyle O(n^{2})}.
- Если асимптотические обозначения встречаются в левой части уравнения, используют следующее правило: 
 какие бы мы функции ни выбрали (в соответствии с предыдущим правилом) взамен асимптотических обозначений в левой части уравнения, можно выбрать функции вместо асимптотических обозначений (в соответствии с предыдущим правилом) в правой части так, что уравнение будет правильным. 
 Например, запись {\displaystyle x+o(x)=O(x)} обозначает, что для любой функции {\displaystyle f(x)\in o(x)}, существует некоторая функция {\displaystyle g(x)\in O(x)} такая, что выражение {\displaystyle x+f(x)=g(x)} — верно для всех {\displaystyle x}.
- Несколько таких уравнений могут быть объединены в цепочки. Каждое из уравнений в таком случае следует интерпретировать в соответствии с предыдущим правилом. 
 Например: {\displaystyle 4n^{4}+4n^{2}+1=4n^{4}+\Theta (n^{2})=\Theta (n^{4})}. Отметим, что такая интерпретация подразумевает выполнение соотношения {\displaystyle 4n^{4}+4n^{2}+1=\Theta (n^{4})}.

Приведенная интерпретация подразумевает выполнение соотношения:
{\displaystyle \left.{\begin{matrix}A=B\\B=C\end{matrix}}\right\}\Rightarrow A=C}, где A, B, C — выражения, которые могут содержать асимптотические обозначения.

## Примеры использования
- {\displaystyle e^{x}=1+x+{\frac {x^{2}}{2!}}+{\frac {x^{3}}{3!}}+\ldots +{\frac {x^{n}}{n!}}+\ldots =1+x+{\frac {x^{2}}{2}}+o(x^{2})}  при {\displaystyle x\rightarrow 0}.

- {\displaystyle n!=O\left(\left({\frac {n}{e}}\right)^{n+{\frac {1}{2}}}\right)} при {\displaystyle n\rightarrow \infty } (следует из формулы Стирлинга)

- {\displaystyle T(n)=(n+1)^{2}=O(n^{2})} при {\displaystyle n\rightarrow \infty }.

При {\displaystyle n>1} выполнено неравенство {\displaystyle (n+1)^{2}<4n^{2}}. Поэтому положим {\displaystyle n_{0}=1,c=4}.
Отметим, что нельзя положить {\displaystyle n_{0}=0}, так как {\displaystyle T(0)=1} и, следовательно, это значение при любой константе {\displaystyle c} больше {\displaystyle c\cdot 0^{2}=0}.
- Функция {\displaystyle T(n)=3n^{3}+2n^{2}} при {\displaystyle n\rightarrow \infty } имеет степень роста {\displaystyle O(n^{3})}.

Чтобы это показать, надо положить {\displaystyle n_{0}=0} и {\displaystyle c=5}. Можно, конечно, сказать, что {\displaystyle T(n)} имеет порядок {\displaystyle O(n^{4})}, но это более слабое утверждение, чем то, что {\displaystyle T(n)=O(n^{3})}.
- Докажем, что функция {\displaystyle 3^{n}} при {\displaystyle n\rightarrow \infty } не может иметь порядок {\displaystyle O(2^{n})}.

Предположим, что существуют константы {\displaystyle c} и {\displaystyle n_{0}} такие, что для всех {\displaystyle n\geq n_{0}} выполняется неравенство {\displaystyle 3^{n}\leq c\cdot 2^{n}}.
Тогда {\displaystyle c\geq \left({\frac {3}{2}}\right)^{n}} для всех {\displaystyle n\geq n_{0}}. Но {\displaystyle \left({\frac {3}{2}}\right)^{n}} принимает любое, как угодно большое, значение при достаточно большом {\displaystyle n}, поэтому не существует такой константы {\displaystyle c}, которая могла бы мажорировать {\displaystyle \left({\frac {3}{2}}\right)^{n}} для всех {\displaystyle n} больших некоторого {\displaystyle n_{0}}.
- {\displaystyle T(n)=n^{3}+2n^{2}=\Omega (n^{3}),n\rightarrow \infty }.

Для проверки достаточно положить {\displaystyle c=1}. Тогда {\displaystyle T(n)\geq cn^{3}} для {\displaystyle n=0,1,...}.

## История
Обозначение «„O“ большое» введено немецким математиком Паулем Бахманом во втором томе его книги «Analytische Zahlentheorie» (Аналитическая теория чисел), вышедшем в 1894 году. Обозначение «„о“ малое» впервые использовано другим немецким математиком, Эдмундом Ландау в 1909 году; с работами последнего связана и популяризация обоих обозначений, в связи с чем их также называют символами Ландау. Обозначение пошло от немецкого слова «Ordnung» (порядок).